# Edith Farkas
Edith Farkas (hongarès: Farkas Edit Erzsébet)  (Gyula, 13 d'octubre de 1921 - Wellington, 3 de febrer de 1993) fou una investigadora antàrtica, més coneguda per ser la primera dona hongaresa i també la primera membre del personal femení del Servei meteorològic de Nova Zelanda que va trepitjar l'Antàrtida. Va dur a terme una investigació líder en el control de l'ozó durant més de 30 anys.

## Primers anys i educació
Va néixer a Gyula, Hongria. El seu pare era István Kőszegi-Farkas, escriptor i periodista; la seva mare era Erzsébet Csendes. Va assistir a l'escola primària i secundària a Szentgotthárd i Győr. El 1939, Farkas va ingressar a la universitat i s'hi va graduar el 1944 amb el títol de professora de matemàtiques i física per la Universitat Eötvös Loránd de Budapest. Va emigrar a Nova Zelanda com a refugiada el 1949, després de la guerra, on va cursar un màster en física el 1952 a la Universitat Victòria de Wellington.

## Carrera i impacte
Farkas era meteoròloga i investigadora de l'ozó. Va començar a treballar com a meteoròloga a la secció de recerca del Servei Meteorològic de Nova Zelanda el 1951, on va continuar fent-ho durant uns 35 anys.
Farkas va monitorar l'ozó des de la dècada del 1950 fins a la seva jubilació, el 1986, i va dur a terme una investigació líder mundial en el camp del control de l'ozó durant més de tres dècades. Durant els anys seixanta, el seu treball es va dirigir cada vegada més a l'estudi de l'ozó atmosfèric, incloent la mesura de l'ozó total amb l'espectrofotòmetre d'ozó Dobson. Va esdevenir una integrant d'un petit grup internacional de científics atmosfèrics dedicats a l'estudi de l'interès de l'ozó atmosfèric en el qual, en aquesta època, s'utilitzava en gran part com a traçador per ajudar els estudis de circulació atmosfèrica. El seu treball va contribuir substancialment al descobriment del "forat de la capa d'ozó" la qual cosa va canviar el comportament del món envers la contaminació per sempre. El seu interès per la mesura de l'ozó atmosfèric la va dur, de manera natural, a aplicar la seva experiència al seguiment de l'ozó superficial com a part dels estudis de contaminació atmosfèrica i també a la mesura de la terbolesa atmosfèrica.
El 1975 va tenir l'oportunitat de passar uns mesos a les estacions de recerca Scott i McMurdo de l'illa Ross, i es va convertir en la primera dona hongaresa que va entrar al continent. Va provar instruments per controlar el forat de la capa d'ozó a les estacions i va formar el personal que hi treballava Els seus diaris de la Segona Guerra Mundial constitueixen la base d'un llibre titulat The Farkas Files.

## Mort i llegat
Farkas va ser la primera dona que va rebre el premi Henry Hill del Servei Meteorològic de Nova Zelanda el 1986, en retirar-se.
Va publicar més de 40 articles científics i va estar involucrada en una investigació científica, els resultats de la qual van portar a la signatura del Protocol de Montreal el 1987.
Va rebre un reconeixement especial al Simposi Quadrennial sobre l'Ozó a Alemanya el 1988 per la seva contribució de 30 anys a la investigació sobre l'ozó. Va visitar Hongria el 1991, i va donar el seu diari sobre el seu període a l'Antàrtida al Museu Geogràfic Hongarès, a més de diversos objectes personals i altres objectes relacionats amb la seva carrera, incloses algunes mostres de roca de l'Antàrtida, fotografies i publicacions.
Va lliurar una llarga batalla contra un càncer d'ossos, i va morir a Wellington el 3 de febrer de 1993.